# Medvedemolpus bakeri
Medvedemolpus bakeri – gatunek chrząszcza z rodziny stonkowatych, podrodziny Eumolpinae i plemienia Nodinini.
Gatunek ten opisany został w 2010 roku przez Aleksieja G. Mosejkę.
Chrząszcz o ciele długości od 4,7 do 4,9 mm i szerokości od 3 do 3,2 mm, ubarwiony żółto do rudobrązowego. Przedplecze 1,6 raza szersze niż dłuższe, najszersze przed nasadą, prawie niepunktowane. Pokrywy blisko 2,5 raza dłuższe od przedplecza, pozbawione wzoru. U samicy brak poprzecznego rządka szczecinek na błonie piątego widocznego sternitu odwłoka, a stosunkowo gruba spermateka ma niezagięty wierzchołek. Narządy rozrodcze samca o dość wąskim wierzchołku edeagusa.
Owad znany tylko z filipińskiej wyspy Mindanao, z prowincji Surigao del Norte.